# Fundacja Rozwoju Demokracji Lokalnej im. Jerzego Regulskiego
Fundacja Rozwoju Demokracji Lokalnej im. Jerzego Regulskiego (FRDL) – polska organizacja pozarządowa o charakterze niezależnym i niekomercyjnym. Do 2018 działała pod nazwą Fundacja Rozwoju Demokracji Lokalnej.

## Historia i działalność
Fundację powołano 18 września 1989 z inicjatywy profesora i senatora Jerzego Regulskiego, a także grupy parlamentarzystów Obywatelskiego Klubu Parlamentarnego, w skład której wchodzili Walerian Pańko, Andrzej Celiński, Aleksander Paszyński oraz Jerzy Stępień. Do formalnej rejestracji doszło 9 stycznia 1990.
Cele FRDL obejmują głównie działania wspierające rozwój demokracji i samorządności lokalnej. Organizacja realizuje je w szczególności poprzez:
- zarządzanie projektami szkoleniowymi w tym finansowanymi z wykorzystaniem funduszy Unii Europejskiej,
- prowadzenie działalności szkoleniowej i doradczej dla:
  - samorządowców i pracowników administracji samorządowej,
  - przedsiębiorców rozpoczynających własną działalność gospodarczą,
  - przedstawicieli organizacji pozarządowych,
- pomoc w przygotowywaniu i wdrażaniu gminnych oraz powiatowych strategii rozwoju lokalnego.

Fundacja zorganizowała kilkanaście ośrodków regionalnych z filiami, działały przy niej łącznie trzy wyższe szkoły administracji publicznej: Wyższa Szkoła Administracji Publicznej w Białymstoku, Wyższa Szkoła Administracji Publicznej w Kielcach i Wyższa Szkoła Administracji Publicznej w Szczecinie, Niepubliczna Placówka Doskonalenia Nauczycieli oraz Polski Instytut Demokracji Lokalnej. Organizacja prowadzi także programy pomocowe m.in. na Ukrainie i Białorusi związane z reformami samorządowymi.
Za swoją działalność fundacja została wyróżniona m.in. tytułem „Organizacja Pozarządowa Roku” 2003 Forum Ekonomicznego za działalność na rzecz porozumienia w Europie Środkowej i Wschodniej (2004) oraz nagrodą główną w konkursie Pro publico bono (2000).
W 2004 fundacja zaczęła przyznawać doroczną nagrodę za lokalne inicjatywy kulturalne.

## Władze fundacji
Inicjator i twórca FRDL, Jerzy Regulski, pełnił do czasu swojej śmierci w 2015 funkcję prezesa Rady Fundatorów, w której zasiedli też m.in. pozostali założyciele. W skład rady nadzorczej byli powoływani m.in. Elżbieta Hibner, Adam Kowalewski, Jan Król, Michał Kulesza, Jerzy Osiatyński, Janusz Sepioł, Mirosław Stec, Joanna Staręga-Piasek, Paweł Swianiewicz.
Stanowisko prezesa zarządu obejmowali m.in. Barbara Imiołczyk, Dominik Górski i Cezary Trutkowski.